# 1 000 Miles de Sebring 2019
Navigation
Édition suivante
Les 1 000 Miles de Sebring 2019 ont été la 1re édition de cette épreuve et la 6e manche du calendrier du Championnat du monde d'endurance FIA 2018-2019. Elles se sont déroulées du 13 mars 2019 au 15 mars 2019 dans le cadre des 12 Heures de Sebring.
La course a été remportée par l'écurie Toyota Gazoo Racing avec la Toyota no 8 et pilotée par Sébastien Buemi, Kazuki Nakajima et Fernando Alonso.

## Engagés
34 voitures ont pris part aux 1 000 Miles de Sebring 2019. l'ENSO CLM P1/01 de l'écurie ByKolles Racing Team n'a pas pris part à l'épreuve pour cause, il semblerait, d'un différend avec Nismo. Il est à noter la participation de l'écurie Corvette Racing dans la catégorie LMGTE Pro avec une voiture.
D'un point de vue pilote, il y a eu également quelques changements avec l'apparition de Nathanaël Berthon sur la R13 no 3 de l'écurie Rebellion Racing tandis que Mathias Beche est passé sur la no 1 afin de remplacer André Lotterer, qui a préféré réaliser un test sur simulateur pour l'équipe de Formule E de la DS Techeetah,. Jenson Button et Matevos Isaakyan ont été remplacés dans les BR Engineering BR1 no 11 et no 17 par Brendon Hartley et Sergey Sirotkin, respectivement,.
Chez Ford, Billy Johnson (en) a renforcé l'équipage de la no 66 et Jonathan Bomarito l'équipage de la no 67.

## Circuit

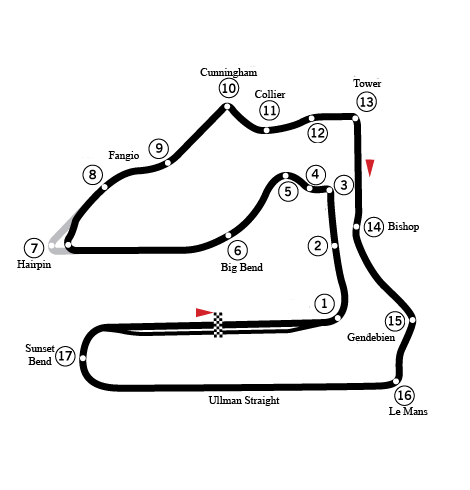
Le Sebring International Raceway, cadre des 1000 Miles de Sebring 2019.

Le Sebring International Raceway est un circuit automobile situé à Sebring, en Floride, aux États-Unis.
D'une longueur de 6,02 km, il comprend dix-sept virages, avec de longues lignes droites. Une partie du circuit utilise encore aujourd'hui les pistes d'atterrissage faites de plaques de béton de l'ancien aéroport militaire. Un hôtel est situé sur le site même.

## Qualifications
| Pos. | Classe    | N° | Équipe                    | Temps moyen    | Écart     | Grille |
| ---- | --------- | -- | ------------------------- | -------------- | --------- | ------ |
| 1    | LMP1      | 8  | Toyota Gazoo Racing       | 1 min 40 s 318 | -         | 1      |
| 2    | LMP1      | 7  | Toyota Gazoo Racing       | 1 min 40 s 803 | +0 s 485  | 2      |
| 3    | LMP1      | 3  | Rebellion Racing          | 1 min 42 s 863 | +2 s 545  | 3      |
| 4    | LMP1      | 17 | SMP Racing                | 1 min 42 s 942 | +2 s 624  | 4      |
| 5    | LMP1      | 11 | SMP Racing                | 1 min 43 s 005 | +2 s 687  | 5      |
| 6    | LMP1      | 1  | Rebellion Racing          | 1 min 43 s 015 | +2 s 697  | 6      |
| 7    | LMP1      | 10 | DragonSpeed               | 1 min 44 s 288 | +3 s 970  | 7      |
| 8    | LMP2      | 38 | Jackie Chan DC Racing     | 1 min 47 s 558 | +7 s 240  | 8      |
| 9    | LMP2      | 37 | Jackie Chan DC Racing     | 1 min 48 s 208 | +7 s 890  | 9      |
| 10   | LMP2      | 36 | Signatech Alpine Matmut   | 1 min 48 s 524 | +8 s 206  | 10     |
| 11   | LMP2      | 31 | DragonSpeed               | 1 min 49 s 681 | +9 s 363  | 11     |
| 12   | LMP2      | 50 | Larbre Compétition        | 1 min 50 s 705 | +10 s 387 | 12     |
| 13   | LMP2      | 28 | TDS Racing                | 1 min 51 s 218 | +10 s 900 | 13     |
| 14   | LMGTE Pro | 92 | Porsche GT Team           | 1 min 57 s 500 | +17 s 182 | 14     |
| 15   | LMGTE Pro | 67 | Ford Chip Ganassi Team UK | 1 min 57 s 615 | +17 s 297 | 15     |
| 16   | LMGTE Pro | 66 | Ford Chip Ganassi Team UK | 1 min 57 s 714 | +17 s 396 | 16     |
| 17   | LMGTE Pro | 82 | BMW Team MTEK (en)        | 1 min 57 s 841 | +17 s 523 | 17     |
| 18   | LMGTE Pro | 63 | Corvette Racing           | 1 min 57 s 844 | +17 s 526 | 18     |
| 19   | LMGTE Pro | 71 | AF Corse                  | 1 min 57 s 938 | +17 s 620 | 19     |
| 20   | LMGTE Pro | 81 | BMW Team MTEK (en)        | 1 min 58 s 000 | +17 s 682 | 20     |
| 21   | LMGTE Pro | 91 | Porsche GT Team           | 1 min 58 s 113 | +17 s 795 | 21     |
| 22   | LMGTE Pro | 51 | AF Corse                  | 1 min 58 s 232 | +17 s 914 | 22     |
| 23   | LMGTE Pro | 95 | Aston Martin Racing       | 1 min 58 s 366 | +18 s 048 | 23     |
| 24   | LMGTE Am  | 77 | Dempsey-Proton Racing     | 1 min 59 s 790 | +19 s 472 | 24     |
| 25   | LMGTE Am  | 56 | Team Project 1            | 1 min 59 s 935 | +19 s 617 | 25     |
| 28   | LMGTE Am  | 98 | Aston Martin Racing       | 2 min 00 s 076 | +19 s 758 | 26     |
| 27   | LMGTE Am  | 88 | Dempsey-Proton Racing     | 2 min 00 s 417 | +20 s 099 | 27     |
| 28   | LMGTE Am  | 90 | TF Sport                  | 2 min 00 s 543 | +20 s 225 | 28     |
| 29   | LMGTE Am  | 54 | Spirit of Race            | 2 min 00 s 759 | +20 s 441 | 29     |
| 30   | LMGTE Am  | 70 | MR Racing                 | 2 min 01 s 679 | +21 s 361 | 30     |
| 31   | LMGTE Pro | 97 | Aston Martin Racing       | 2 min 04 s 748 | +24 s 430 | 31     |
| 32   | LMGTE Am  | 61 | Clearwater Racing         | 1 min 59 s 396 | +19 s 078 | Abd.   |
| 33   | LMGTE Am  | 86 | Gulf Racing UK            | 1 min 59 s 436 | +19 s 118 | 32     |
| 34   | LMP2      | 29 | Racing Team Nederland     | Pas de temps   | —         | 33     |

## Course

### Classement de la course
Voici le classement officiel au terme de la course.
- Les premiers de chaque catégorie du championnat du monde sont signalés par un fond jaune.
- Pour la colonne Pneus, il faut passer le curseur au-dessus du modèle pour connaître le manufacturier de pneumatiques.

| Pos  | Classe    | no     | Écurie                    | Pilotes                                                 | Châssis                        | Pneus | Tours | Temps               |
| Pos  | Classe    | no     | Écurie                    | Pilotes                                                 | Moteur                         | Pneus | Tours | Temps               |
| ---- | --------- | ------ | ------------------------- | ------------------------------------------------------- | ------------------------------ | ----- | ----- | ------------------- |
| 1    | LMP1      | 8      | Toyota Gazoo Racing       | Fernando Alonso Sébastien Buemi Kazuki Nakajima         | Toyota TS050 Hybrid            | M     | 253   | 8 h 00 min 38 s 186 |
| 1    | LMP1      | 8      | Toyota Gazoo Racing       | Fernando Alonso Sébastien Buemi Kazuki Nakajima         | Toyota 2,4 L V6 Bi-Turbo       | M     | 253   | 8 h 00 min 38 s 186 |
| 2    | LMP1      | 7      | Toyota Gazoo Racing       | Mike Conway Kamui Kobayashi José María López            | Toyota TS050 Hybrid            | M     | 252   | +1 tour             |
| 2    | LMP1      | 7      | Toyota Gazoo Racing       | Mike Conway Kamui Kobayashi José María López            | Toyota 2,4 L V6 Bi-Turbo       | M     | 252   | +1 tour             |
| 3    | LMP1      | 11     | SMP Racing                | Mikhaïl Alechine Brendon Hartley Vitaly Petrov          | BR Engineering BR1             | M     | 242   | +11 tours           |
| 3    | LMP1      | 11     | SMP Racing                | Mikhaïl Alechine Brendon Hartley Vitaly Petrov          | AER P60B 2,4 L V6 Bi-Turbo     | M     | 242   | +11 tours           |
| 4    | LMP2      | 37     | Jackie Chan DC Racing     | David Heinemeier Hansson Jordan King Will Stevens       | Oreca 07                       | D     | 239   | +14 tours           |
| 4    | LMP2      | 37     | Jackie Chan DC Racing     | David Heinemeier Hansson Jordan King Will Stevens       | Gibson GK428 4,2 L V8 Atmo     | D     | 239   | +14 tours           |
| 5    | LMP2      | 36     | Singatech Alpine Matmut   | Nicolas Lapierre André Negrão Pierre Thiriet            | Alpine A470                    | M     | 239   | +14 tours           |
| 5    | LMP2      | 36     | Singatech Alpine Matmut   | Nicolas Lapierre André Negrão Pierre Thiriet            | Gibson GK428 4,2 L V8 Atmo     | M     | 239   | +14 tours           |
| 6    | LMP2      | 31     | DragonSpeed               | Anthony Davidson Roberto González Pastor Maldonado      | Oreca 07                       | M     | 237   | +16 tours           |
| 6    | LMP2      | 31     | DragonSpeed               | Anthony Davidson Roberto González Pastor Maldonado      | Gibson GK428 4,2 L V8 Atmo     | M     | 237   | +16 tours           |
| 7    | LMP1      | 3      | Rebellion Racing          | Nathanaël Berthon Thomas Laurent Gustavo Menezes        | Rebellion R13                  | M     | 237   | +16 tours           |
| 7    | LMP1      | 3      | Rebellion Racing          | Nathanaël Berthon Thomas Laurent Gustavo Menezes        | Gibson GK458 4,5 L V8 Atmo     | M     | 237   | +16 tours           |
| 8    | LMP2      | 50     | Larbre Compétition        | Erwin Creed Gunnar Jeannette Romano Ricci               | Ligier JS P217                 | M     | 234   | +19 tours           |
| 8    | LMP2      | 50     | Larbre Compétition        | Erwin Creed Gunnar Jeannette Romano Ricci               | Gibson GK428 4,2 L V8 Atmo     | M     | 234   | +19 tours           |
| 9    | LMP2      | 29     | Racing Team Nederland     | Frits van Eerd Giedo van der Garde Nyck de Vries        | Dallara P217                   | M     | 230   | +23 tours           |
| 9    | LMP2      | 29     | Racing Team Nederland     | Frits van Eerd Giedo van der Garde Nyck de Vries        | Gibson GK428 4,2 L V8 Atmo     | M     | 230   | +23 tours           |
| 10   | LMGTE Pro | 91     | Porsche GT Team           | Gianmaria Bruni Richard Lietz                           | Porsche 911 RSR                | M     | 226   | +27 tours           |
| 10   | LMGTE Pro | 91     | Porsche GT Team           | Gianmaria Bruni Richard Lietz                           | Porsche 4,0 L Flat-6 Atmo      | M     | 226   | +27 tours           |
| 11   | LMGTE Pro | 81     | BMW Team MTEK (en)        | Nicky Catsburg Alexander Sims Martin Tomczyk            | BMW M8 GTE                     | M     | 226   | +27 tours           |
| 11   | LMGTE Pro | 81     | BMW Team MTEK (en)        | Nicky Catsburg Alexander Sims Martin Tomczyk            | BMW S63 4,0 L V8 Bi-Turbo      | M     | 226   | +27 tours           |
| 12   | LMGTE Pro | 67     | Ford Chip Ganassi Team UK | Jonathan Bomarito Andy Priaulx Harry Tincknell          | Ford GT                        | M     | 225   | +28 tours           |
| 12   | LMGTE Pro | 67     | Ford Chip Ganassi Team UK | Jonathan Bomarito Andy Priaulx Harry Tincknell          | Ford EcoBoost 3,5 L V6 Turbo   | M     | 225   | +28 tours           |
| 13   | LMGTE Pro | 51     | AF Corse                  | James Calado Alessandro Pier Guidi Daniel Serra         | Ferrari 488 GTE Evo            | M     | 225   | +28 tours           |
| 13   | LMGTE Pro | 51     | AF Corse                  | James Calado Alessandro Pier Guidi Daniel Serra         | Ferrari F154CB 3,9 L V8 Turbo  | M     | 225   | +28 tours           |
| 14   | LMGTE Pro | 92     | Porsche GT Team           | Michael Christensen Kévin Estre                         | Porsche 911 RSR                | M     | 225   | +28 tours           |
| 14   | LMGTE Pro | 92     | Porsche GT Team           | Michael Christensen Kévin Estre                         | Porsche 4,0 L Flat-6 Atmo      | M     | 225   | +28 tours           |
| 15   | LMGTE Pro | 71     | AF Corse                  | Sam Bird Miguel Molina Davide Rigon                     | Ferrari 488 GTE Evo            | M     | 225   | +28 tours           |
| 15   | LMGTE Pro | 71     | AF Corse                  | Sam Bird Miguel Molina Davide Rigon                     | Ferrari F154CB 3,9 L V8 Turbo  | M     | 225   | +28 tours           |
| 16   | LMGTE Pro | 82     | BMW Team MTEK (en)        | António Félix da Costa Augusto Farfus Bruno Spengler    | BMW M8 GTE                     | M     | 225   | +28 tours           |
| 16   | LMGTE Pro | 82     | BMW Team MTEK (en)        | António Félix da Costa Augusto Farfus Bruno Spengler    | BMW S63 4,0 L V8 Bi-Turbo      | M     | 225   | +28 tours           |
| 17   | LMGTE Pro | 63     | Corvette Racing           | Antonio García Jan Magnussen Mike Rockenfeller          | Chevrolet Corvette C7.R        | M     | 225   | +28 tours           |
| 17   | LMGTE Pro | 63     | Corvette Racing           | Antonio García Jan Magnussen Mike Rockenfeller          | Chevrolet 5,5 L V8 Atmo        | M     | 225   | +28 tours           |
| 18   | LMGTE Pro | 97     | Aston Martin Racing       | Alex Lynn Maxime Martin                                 | Aston Martin Vantage AMR       | M     | 224   | +29 tours           |
| 18   | LMGTE Pro | 97     | Aston Martin Racing       | Alex Lynn Maxime Martin                                 | Aston Martin 4,0 L V8 Bi-Turbo | M     | 224   | +29 tours           |
| 19   | LMGTE Pro | 95     | Aston Martin Racing       | Marco Sørensen Nicki Thiim Darren Turner                | Aston Martin Vantage AMR       | M     | 224   | +29 tours           |
| 19   | LMGTE Pro | 95     | Aston Martin Racing       | Marco Sørensen Nicki Thiim Darren Turner                | Aston Martin 4,0 L V8 Bi-Turbo | M     | 224   | +29 tours           |
| 20   | LMGTE Am  | 77     | Dempsey – Proton Racing   | Julien Andlauer Matt Campbell Christian Ried            | Porsche 911 RSR                | M     | 221   | +32 tours           |
| 20   | LMGTE Am  | 77     | Dempsey – Proton Racing   | Julien Andlauer Matt Campbell Christian Ried            | Porsche 4,0 L Flat-6 Atmo      | M     | 221   | +32 tours           |
| 21   | LMGTE Am  | 54     | Spirit of Race            | Francesco Castellacci Giancarlo Fisichella Thomas Flohr | Ferrari 488 GTE Evo            | M     | 221   | +32 tours           |
| 21   | LMGTE Am  | 54     | Spirit of Race            | Francesco Castellacci Giancarlo Fisichella Thomas Flohr | Ferrari F154CB 3,9 L V8 Turbo  | M     | 221   | +32 tours           |
| 22   | LMGTE Am  | 56     | Team Project 1            | Jörg Bergmeister Patrick Lindsey Egidio Perfetti        | Porsche 911 RSR                | M     | 221   | +32 tours           |
| 22   | LMGTE Am  | 56     | Team Project 1            | Jörg Bergmeister Patrick Lindsey Egidio Perfetti        | Porsche 4,0 L Flat-6 Atmo      | M     | 221   | +32 tours           |
| 23   | LMGTE Am  | 86     | Gulf Racing UK            | Ben Barker Thomas Preining Michael Wainwright           | Porsche 911 RSR                | M     | 221   | +32 tours           |
| 23   | LMGTE Am  | 86     | Gulf Racing UK            | Ben Barker Thomas Preining Michael Wainwright           | Porsche 4,0 L Flat-6 Atmo      | M     | 221   | +32 tours           |
| 24   | LMGTE Am  | No. 70 | MR Racing                 | Olivier Beretta Eddie Cheever III (en) Motoaki Ishikawa | Ferrari 488 GTE Evo            | M     | 220   | +33 tours           |
| 24   | LMGTE Am  | No. 70 | MR Racing                 | Olivier Beretta Eddie Cheever III (en) Motoaki Ishikawa | Ferrari F154CB 3,9 L V8 Turbo  | M     | 220   | +33 tours           |
| 25   | LMGTE Am  | 90     | TF Sport                  | Jonathan Adam Charlie Eastwood Salih Yoluç              | Aston Martin Vantage GTE       | M     | 220   | +33 tours           |
| 25   | LMGTE Am  | 90     | TF Sport                  | Jonathan Adam Charlie Eastwood Salih Yoluç              | Aston Martin 4,5 L V8 Atmo     | M     | 220   | +33 tours           |
| 26   | LMGTE Am  | 88     | Dempsey – Proton Racing   | Matteo Cairoli Gianluca Roda Giorgio Roda               | Porsche 911 RSR                | M     | 219   | +34 tours           |
| 26   | LMGTE Am  | 88     | Dempsey – Proton Racing   | Matteo Cairoli Gianluca Roda Giorgio Roda               | Porsche 4,0 L Flat-6 Atmo      | M     | 219   | +34 tours           |
| 27   | LMGTE Am  | 98     | Aston Martin Racing       | Paul Dalla Lana Pedro Lamy Mathias Lauda                | Aston Martin Vantage GTE       | M     | 219   | +34 tours           |
| 27   | LMGTE Am  | 98     | Aston Martin Racing       | Paul Dalla Lana Pedro Lamy Mathias Lauda                | Aston Martin 4,5 L V8 Atmo     | M     | 219   | +34 tours           |
| 28   | LMGTE Pro | 66     | Ford Chip Ganassi Team UK | Billy Johnson (en) Stefan Mücke Olivier Pla             | Ford GT                        | M     | 216   | +37 tours           |
| 28   | LMGTE Pro | 66     | Ford Chip Ganassi Team UK | Billy Johnson (en) Stefan Mücke Olivier Pla             | Ford EcoBoost 3,5 L V6 Turbo   | M     | 216   | +37 tours           |
| 29   | LMP2      | 38     | Jackie Chan DC Racing     | Gabriel Aubry Stéphane Richelmi Ho-Pin Tung             | Oreca 07                       | D     | 209   | +44 tours           |
| 29   | LMP2      | 38     | Jackie Chan DC Racing     | Gabriel Aubry Stéphane Richelmi Ho-Pin Tung             | Gibson GK428 4,2 L V8 Atmo     | D     | 209   | +44 tours           |
| Nc.  | LMP2      | 28     | TDS Racing                | Loïc Duval François Perrodo Matthieu Vaxiviere          | Oreca 07                       | D     | 232   | Non classé          |
| Nc.  | LMP2      | 28     | TDS Racing                | Loïc Duval François Perrodo Matthieu Vaxiviere          | Gibson GK428 4,2 L V8 Atmo     | D     | 232   | Non classé          |
| Nc.  | LMP1      | 17     | SMP Racing                | Egor Orudzhev Stéphane Sarrazin Sergey Sirotkin         | BR Engineering BR1             | M     | 62    | Non classé          |
| Nc.  | LMP1      | 17     | SMP Racing                | Egor Orudzhev Stéphane Sarrazin Sergey Sirotkin         | AER P60B 2,4 L V6 Bi-Turbo     | M     | 62    | Non classé          |
| Abd. | LMP1      | 10     | DragonSpeed               | Ben Hanley Henrik Hedman Renger van der Zande           | BR Engineering BR1             | M     | 143   | Électronique        |
| Abd. | LMP1      | 10     | DragonSpeed               | Ben Hanley Henrik Hedman Renger van der Zande           | Gibson GL458 4,5 L V8 Atmo     | M     | 143   | Électronique        |
| Abd. | LMP1      | 1      | Rebellion Racing          | Mathias Beche Neel Jani Bruno Senna                     | Rebellion R13                  | M     | 138   | Électronique        |
| Abd. | LMP1      | 1      | Rebellion Racing          | Mathias Beche Neel Jani Bruno Senna                     | Gibson GK458 4,5 L V8 Atmo     | M     | 138   | Électronique        |
| Np.  | LMGTE Am  | 61     | Clearwater Racing         | Matteo Cressoni Matt Griffin Luís Pérez Companc         | Ferrari 488 GTE Evo            | M     | —     | Non partant         |
| Np.  | LMGTE Am  | 61     | Clearwater Racing         | Matteo Cressoni Matt Griffin Luís Pérez Companc         | Ferrari F154CB 3,9 L V8 Turbo  | M     | —     | Non partant         |

## Pole position et record du tour
- Pole position : Fernando Alonso sur no 8 Toyota Gazoo Racing en 1 min 40 s 124
- Meilleur tour en course : Kamui Kobayashi sur no 7 Toyota Gazoo Racing en 1 min 41 s 800

## Tours en tête
- #8 Toyota TS050 Hybrid - Toyota Gazoo Racing : 252 tours (1-20 / 22-253)
- #7 BR Engineering BR1 - SMP Racing : 1 (21)

## À noter
- Longueur du circuit : 6,02 km
- Distance parcourue par les vainqueurs : 1 523,06 km